# Frontera (Tabasco)
Frontera is een stad in de Mexicaanse deelstaat Tabasco. Frontera heeft 21.810 inwoners (census 2005) en is de hoofdplaats van de gemeente Centla.
Frontera is gelegen aan de plaats waar de Río Grijalva in de Golf van Campeche uitmondt en is de belangrijkste havenplaats van de staat Tabasco. De belangrijkste bron van inkomsten is dan ook de visserij. In de omgeving van Frontera liggen de uitgestrekte moerassen van Centla.
De eerste Europeaan die Frontera aandeed was in 1518 Juan de Grijalva. Een jaar later deed Hernán Cortés de plaats aan en vocht hier de slag bij Centla met de lokale Chontal-Maya's. Na een vredesverdrag te hebben getekend, ontving Cortés van de lokale cacique twintig vrouwen, waaronder de bekende La Malinche, en stichtte formeel Santa María de la Victoria, de eerste Spaanse nederzetting op het Noord-Amerikaanse vasteland. Deze plaats werd echter aan het eind van de 16e eeuw verwoest door piraten, het huidige Frontera dateert uit 1780.
Hoewel de plaats niet met naam wordt genoemd, is Frontera de setting van een groot deel van Graham Greenes boek The Power and the Glory.